# Jesús Degollado Guízar
Jesús Degollado Guízar (Cotija de la Paz, 1894? - Guadalajara, 27 augustus 1957) was een Mexicaans cristeroleider.
Degollado was afkomstig uit een katholieke familie uit de staat Michoacán, maar verhuisde in de jaren '20 naar Atotonilco el Alto in Jalisco waar hij lid werd van de Katholieke Vereniging van de Mexicaanse Jeugd. In 1926, bij het uitbreken van de cristero-oorlog, nam hij de wapens op om te vechten tegen de Mexicaanse regering van president Plutarco Elías Calles. In 1927 wordt hij door de cristero's tot divisiegeneraal benoemd, met commando over West-Michoacán, Zuid-Jalisco en Nayarit.
Nadat de cristero's en de Mexicaanse regering in 1929 vrede tekenende besloot Degollado om vervolging te ontkomen de clandestiniteit in te duiken tot zijn dood in 1957. 
Degollado was de oom van Marcial Maciel.